# Polícia de Segurança Pública FC
La Polícia de Segurança Pública es un equipo de fútbol de Macao que milita en la Primera División de Macao, la liga de fútbol más importante del país.

## Historia
Fue fundado en la capital Macao y es el equipo que representa a la Policía de Macao. Fue el primer campeón de la Primera División de Macao y ha sido campeón del torneo en 3 ocasiones.
A nivel internacional ha participado en 1 torneo continental, en la Copa de Clubes de Asia del año 2001, donde fue eliminado en la Primera Ronda por el Home United FC de Singapur.

## Palmarés
- Primeira Divisão: 3

1973, 2000, 2005
- Copa de Macao: 1

2007

## Participación en competiciones de la AFC
- Copa de Clubes de Asia: 1 aparición

2001 - Primera Ronda

## Jugadores

### Jugadores destacados
- Cheong Kit Leong